# Thủy điện tích năng
Thủy điện tích năng là nhà máy thủy điện kiểu bơm tích lũy, sử dụng điện năng của các nhà máy điện phát non tải trong hệ thống điện vào những giờ thấp điểm phụ tải đêm để bơm nước từ bể nước thấp lên bể cao. Vào thời điểm nhu cầu tiêu thụ điện năng lớn, nước sẽ được xả từ hồ chứa cao xuống hồ chứa thấp hơn thông qua các tua bin để phát điện lên lưới.
Các nhà máy thủy điện tích năng có thể sử dụng các loại tua bin-máy phát thông thường như các nhà máy thủy điện khác và dùng bơm và đường ống độc lập hoặc cũng có thể sử loại tua bin thuận nghịch.

## Các nhà máy thủy điện tích năng trên thế giới
Argentina
- Tổ hợp thủy điện Rio Grande-Cerro Pelado (1986), 750 MW

Úc
- Bendeela (1977), 80 MW
- Kangaroo Valley (1977), 160 MW
- Tumut Three (1973), 1.500 MW
- Wivenhoe Power Station, 510 MW

Áo
- Häusling (1988), 360 MW
- Lünerseewerk (1958), 232 MW
- Kraftwerksgruppe Fragant, 100 MW
- Kühtai (1981), 250 MW
- Malta-Hauptstufe (1979), 730 MW
- Rodundwerk I (1952), 198 MW
- Rodundwerk II (1976), 276 MW
- Roßhag (1972), 231 MW
- Silz (1981), 500 MW

Bỉ
- Coo (1979), 110 MW
- Plate Taille (1981), 136 MW

Bulgaria
- PAVEC Batak (1958), 48 MW
- PAVEC Belmeken (197?), 375 MW
- PAVEC Chaira (1998), 864 MW
- PAVEC Orfey (1975), 160 MW
- PAVEC Peshtera (1959), 128 MW
- PAVEC Vacha (1973), 20 MW

Canada
- Sir Adam Beck Hydroelectric Power Stations, Niagara Falls (1957), 174 MW - tua bin Deriaz đảo ngược

Trung Quốc
- Guangzhou (2000), 2.400 MW
- Tianhuangping (2001), 1.800 MW

Croatia
- CHE Fužine (1957). 4,6 MW
- RHE Lepenica (1985), 1.14/1.25 MW[1]
- RHE Velebit (1984), 276/240MW[2]

Cộng hòa Séc
- Dalešice (1978), 480 MW
- Dlouhé Stráně (1996), 650 MW
- Štěchovice (1947), 45 MW

Pháp
- Grand Maison (1997), 1,070 MW
- La Coche (1976), 285 MW
- Le Cheylas (1979), 485 MW
- Montézic (1983), 920 MW
- Rance (1966), 240 MW bơm lai hóa, năng lượng thủy triều
- Revin (1976), 800 MW
- Super Bissorte (1978), 720 MW

Đức
- Erzhausen (1964), 220 MW
- Geesthacht (Hamburg) (1958), 120 MW
- Goldisthal (2002), 1.060 MW
- Happurg (1958), 160 MW
- Hohenwarte II (1966), 320 MW
- Koepchenwerk (1989), 153 MW
- Langenprozelten (1976), 160 MW
- Markersbach (1981), 1.050 MW
- Niederwartha, Dresden (1958), 120 MW
- Waldeck II (1973), 440 MW

Ấn Độ
- Bhira, Maharashtra, 150 MW
- Kadamparai, Coimbatore, Tamil Nadu, 400 MW (4 x 100 MW)
- Nagarjuna Sagar PH, Andhra Pradesh, 810 MW (1 x 110 MW + 7 x 100 MW)
- Purulia Pumped Storage Project, Ayodhya Hills, Purulia, West Bengal, 900 MW
- Srisailam Left Bank PH, Andhra Pradesh, 900 MW (6 x 150 MW)
- Tehri Dam, Uttranchal (đang xây dựng), 1.000 MW

Iran
- Siah Bisheh, Iran (1996), 1.140 MW

Ireland
- Turlough Hill (1974), 292 MW

Ý
- Chiotas (1981), 1.184 MW
- Lago Delio (1971), 1.040 MW
- Piastra Edolo (1982), 1.020 MW
- Presenzano (1992), 1.000 MW

Nhật Bản
- Imaichi (1991), 1.050 MW
- Kannagawa (2005), 2.700 MW
- Kazunogawa (2001), 1.600 MW
- Kisenyama, 466 MW
- Matanoagawa (1999), 1.200 MW
- Midono, 122 MW
- Niikappu, 200 MW
- Okawachi (1995), 1.280 MW
- Okutataragi (1998), 1.932 MW
- Okuyoshino, 1.206 MW
- Shin-Takasegawa, 1.280 MW
- Shiobara, 900 MW
- Takami, 200 MW
- Tamahara (1986), 1.200 MW
- Yagisawa, 240 MW
- Yanbaru Lưu trữ ngày 4 tháng 8 năm 2007 tại Wayback Machine, Okinawa (1999), 30 MW (First high-head seawater pumped storage in the world) Hitachi Lưu trữ ngày 26 tháng 4 năm 2013 tại Wayback Machine Lưu trữ ngày 26 tháng 4 năm 2013 tại Wayback Machine

Litva
- Kruonis Pumped Storage Plant (1993), công suất lắp máy 900 MW, công suất thiết kế 1.600 MW

Luxembourg
- Vianden (1964), 1.100 MW

Na Uy
Chú ý: Na Uy có nhiều trạm thủy điện lớn. Một số nơi dưới đây không phát điện năng; mà là hệ thống bơm nước lên hồ chứa để từ đó phục vụ các trạm thủy điện.

Aust-Agder
- Breive, Bykle
- Skarje, Bykle

Hordaland
- Aurland III (1979), 270 MW
- Jukla, 40 MW
- Kastdalen
- Nygard, Modalen
- Skjeggedal

Møre og Romsdal
- Mardal
- Monge

Nordland
- Tverrvatn

Rogaland
- Duge
- Hjorteland
- Hunnevatn
- Saurdal, 640 MW
- Stølsdal, 17 MW

Philippines
- CBK, 700 MW

Ba Lan
- Dychów, 79.5 MW
- Niedzica, 92.6 MW
- Porąbka-Żar, 500 MW
- Solina, 200 MW
- Żarnowiec, 716 MW
- Żydowo, 150 MW

Bồ Đào Nha
- Aguieira, 270 MW
- Alqueva, 260 MW
- Alto Rabagão, 72 MW
- Torrão, 144 MW
- Vilarinho II, 74 MW

Nga
- Kuban (1968), 15.9/19.2 MW
- Zagorsk (1994), 1.200/1.320 MW
- Zelenchuk (đang xây dựng), 140/150,6 MW

Serbia
- Bajina Basta (1982), 614 MW

Slovakia  Lưu trữ ngày 3 tháng 10 năm 2009 tại Wayback Machine
- Čierny Váh, 735,16 MW
- Liptovská Mara, 198 MW
- Ružín, 60 MW
- Dobšiná, 24 MW

Slovenia
- Avče, 180 MW

Nam Phi 
- Drakensberg (1983), 1.000 MW
- Palmiet, 400 MW
- Steenbras (1979), 180 MW
- Ingula (đang xây dựng), 1.332 MW

Tây Ban Nha
- Aguayo (Cantabria), 339 MW
- Aldeadavila (Salamanca), 422 MW (2 X 211 MW)  Lưu trữ ngày 26 tháng 4 năm 2013 tại archive.today
- Moralets-Llauset (Lleida/Huesca), 210 MW  Lưu trữ ngày 4 tháng 1 năm 2013 tại archive.today
- La Muela (Valencia), 628 MW
- Sallente-Estany Gento (Lleida), 451 MW  Lưu trữ ngày 5 tháng 1 năm 2013 tại archive.today
- Tajo de la Encantada (Málaga), 360 MW
- Tavascan-Montmara (Lleida), 52 MW
- Villarino (Salamanca), 810 MW (6 X 135 MW)  Lưu trữ ngày 26 tháng 4 năm 2013 tại archive.today

Thụy Điển
- Juktan, 334 MW [6]

Thụy Sĩ
- Cleuson-Dixence VS, Lac des Dix, 2.099 MW (tua bin)
- Guttannen BE / Grimsel 2 (Kraftwerke Oberhasli), Grimselsee, 1070 MW (tua bin)
- Peccia, Cavergno, Verbano, Bavona, Altstafel, Robiei TI (Maggia Kraftwerke AG), 620 MW (turbine)
- Hongrin VD, Lac de l'Hongrin, công suất lắp máy 240 MW, công suất dự kiến 420 MW
- Mapragg SG, Stausee Mapragg (Kraftwerke Sarganserland), 370 MW (tua bin)
- Linthal GL, Linth-Limmern, 340 MW (tua bin); 1000 MW (dự kiến bơm và tua bin, năm 2015)
- Altendorf SZ / Einsiedeln, Sihlsee, 340 m³/s
- Lobbia GR (EW der Stadt Zürich), 37 MW (bơm)
- Ova Spin GR (Engadiner Kraftwerke AG), 47 MW (bơm)
- Ferrera GR, Valle di Lei, 82 MW (bơm)

Đài Loan
- Minghu (1985) 1.000 MW
- Mingtan (1994) 1.620 MW

Ukraina
- Dniestr HPSP, 972 MW (lắp máy), 2.268 MW (dự kiến) photo Lưu trữ ngày 19 tháng 12 năm 2008 tại Wayback Machine
- Kaniv HPSP (giai đoạn thiết kế), 1.800 MW  Lưu trữ ngày 6 tháng 12 năm 2008 tại Wayback Machine
- Kyiv HPSP, 235,5 MW  Lưu trữ ngày 19 tháng 12 năm 2008 tại Wayback Machine
- Tashlyk HPSP, 905 MW/-1325 MW  Lưu trữ ngày 19 tháng 12 năm 2008 tại Wayback Machine

Anh Quốc
- Ben Cruachan, Scotland (1965), 440 MW (2 × 120 MW + 2 × 100 MW đơn vị)
- Dinorwig, Wales (1984), 1728 MW (6 × 288 MW đơn vị)
- Foyers, Scotland (1975), 305 MW
- Ffestiniog, Wales (1963), 360 MW (4 × 90 MW đơn vị)

Hoa Kỳ
California
- Đập Castaic (1978), 1,566 MW
- Edward C. Hyatt (1968), 780 MW
- Helms (1984), 1,200 MW
- Đồi Iowa, (Dự kiến 2010), 400 MW  Lưu trữ ngày 25 tháng 10 năm 2008 tại Wayback Machine
- John S. Eastwood (1988), 200 MW
- Hồ Pyramid (1973), 1,495 MW
- Đập San Luis (William R. Gianelli) (1968), 424 MW

Colorado
- Suối Cabin (1967), 324 MW
- Đỉnh Elbert 200 MW, 1,212 MW

Connecticut
- Sông Rocky (1929), 31 MW

Georgia
- Trạm bơm trữ nước Núi Rocky, 848 MW
- Wallace Dam, Lake Oconee/Lake Sinclair, 4 x 52 MW đơn vị đảo ngược - vận hành bởi Sở điện lực Georgia

Hawaii
- Koko Crater, Oahu, Hawaii (Dự kiến)

Massachusetts
- Bear Swamp (1972), 600 MW
- Núi Northfield (1972), 1.080 MW

Michigan
- Ludington (1973), 1.872 MW

Missouri
- Đập Clarence Cannon (1983), 58 MW (khả năng bơm ngược lại, đã thử nghiệm hai lần vào năm 1984 và từ đó không vận hành nữa. Lưu trữ ngày 6 tháng 9 năm 2008 tại Wayback Machine)
- Taum Sauk, 450 MW (hoàn toàn là bơm ngược lại; ngừng hoạt động từ tháng 12 năm 2005)

New Jersey
- Mt. Hope, 2.000 MW
- Trạm phát điện Suối Yards (1965), 400 MW 

New York
- Dự án Blenheim-Gilboa (1973), 1.200 MW
- Đập thủy điện Robert Moses (Niagara) (1961), 240 MW

Oklahoma
- Salina Pumped Storage (Ban quản lý Đập sông Grand) (1971), 260MW

Pennsylvania
- Trạm bơm trữ nước tại Muddy Run, 1.071 MW
- Trạm bơm trữ nước tại Seneca, 435 MW

Nam Carolina
- Fairfield Pumped Storage (1978), 512MW - nước cấp từ Hồ chứa Monticello
- Bad Creek (1991), 1.065 MW - nước cấp từ Hồ Jocassee
- Lake Jocassee (1973), 610 MW

Tennessee
- Raccoon Mountain (1978), 1.530 MW

Virginia
- Trạm bơm trữ Bath County, 2.710 MW (lớn nhất thế giới)
- Smith Mountain Lake và Leesville Lake

Washington
- Grand Coulee Dam (1981), 314 MW